# Made Man
Made Man è il terzo album del rapper statunitense Silkk the Shocker, pubblicato nel 1999 da No Limit, Virgin Music, EMI e Priority Records. Collaborano, tra gli altri, Snoop Dogg, Mýa, Mystikal e Jay-Z. Disco nella media dei prodotti realizzati dalla No Limit, caratterizzati dal loro materiale «riciclato, economico e noioso», il fatto che sia stato realizzato in breve tempo «accentua» questi difetti di fabbricazione, finendo per essere musicalmente un album identico a quelli già pubblicati dall'etichetta.
Nonostante ciò, è il disco di maggior successo commerciale del rapper: arriva al primo posto nella Billboard 200 e a poco più di tre mesi dall'uscita la RIAA lo certifica disco di platino.
| Recensione | Giudizio |
| ---------- | -------- |
| AllMusic   | [ 1 ]    |

## Tracce
1. The Day I Was Made – 4:24
2. Somebody Like Me (featuring Mýa) – 4:12
3. It Ain't My Fault Pt. 2 (featuring Mystikal) – 3:26
4. Ghetto Rain (featuring Master P & Odell) – 4:36
5. This Is 4 My (featuring Short Circuit) – 2:51
6. Commercial One – 0:39
7. You Know What We Bout (featuring Master P & Jay-Z) – 4:33
8. I Want to Be with You (featuring Odell) – 4:53
9. All Because of You (featuring Mia X) – 4:27
10. No Limit (featuring Fiend & Mystikal) – 2:21
11. End of the Road (featuring Sons of Funk) – 4:21
12. We Won't Stop (featuring Master P & C-Murder) – 4:01
13. Mr. '99 – 3:02
14. It Takes More (featuring Ghetto Commission) – 4:00
15. If It Don't Make $ – 3:10
16. It's Going Around Outside (featuring Rico of Sons of Funk) – 4:37
17. Put It on Something (featuring Mia X) – 4:49
18. Commercial Two (featuring Fiend) – 1:51
19. Southside Niggas (featuring C-Murder) – 3:12
20. Get It Up (featuring Snoop Dogg) – 3:38

## Classifiche

### Classifiche settimanali
| Classifica (1999)         | Posizione massima |
| ------------------------- | ----------------- |
| Stati Uniti               | 1                 |
| US Top R&B/Hip-Hop Albums | 1                 |

### Classifiche di fine anno
| Classifica (1999)         | Posizione massima |
| ------------------------- | ----------------- |
| Stati Uniti               | 95                |
| US Top R&B/Hip-Hop Albums | 23                |